# Kyla (Vorname)
Kyla ist ein weiblicher Vorname, dessen Verbreitung in den USA und in Großbritannien selten ist.

## Herkunft und Bedeutung des Namens
Der Vorname Kyla ist die weibliche Form von Kyle, was ursprünglich ein Familienname schottischer Herkunft war, abgeleitet von dem gälischen caol mit der Bedeutung Meerenge, Flussmündung.

## Namensträgerinnen
- Kyla (philippinische Sängerin) (* 1981), philippinische Sängerin
- Kyla (Sängerin) (* 1983), britische Sängerin
- Kyla Bremner (* 1977), australische Freistilringerin
- Kyla Brox (* 1980),  britische Blues- und Soul-Sängerin und Songwriterin
- Kyla Cole (* 1978), slowakisches Model, Modedesignerin und Aktmodell
- Kyla Kenedy (* 2003), US-amerikanische Schauspielerin
- Kyla La Grange (* 1986), britische Singer-Songwriterin
- Kyla Pratt (* 1986), US-amerikanische Schauspielerin und Musikerin
- Kyla Ashley Richardson (* 1998), US-amerikanisch-philippinische Leichtathletin
- Kyla Ross (* 1996), US-amerikanische Kunstturnerin
- Kyla Drew Simmons (* 2004), US-amerikanische Schauspielerin